# 徳川五郎太
徳川 五郎太（とくがわ ごろうた、宝永8年1月9日（1711年2月25日） - 正徳3年10月18日（1713年12月5日））は、尾張藩の第5代藩主。

## 生涯
第4代藩主徳川吉通の長男。母は吉通の御簾中（正室）である九条輔実の娘・瑞祥院輔子。輔子の実母・益子内親王は後西天皇の皇女。吉通の父の第3代藩主徳川綱誠は、第2代藩主徳川光友と3代将軍徳川家光の長女・霊仙院千代の嫡男である。また、母方の祖父の九条輔実は、崇源院（家光の母）と先夫・豊臣秀勝（秀吉の甥）の娘である完子の曾孫にあたる。つまり、五郎太は徳川将軍家・越前松平家・豊臣家・皇室・五摂家の血を引いていた。
正徳3年（1713年）7月21日、父の吉通が生母本寿院（五郎太にとっては祖母）との会食ののち急に吐血し、同月26日に死去した。享年25（満23歳）であった。家督は幼い五郎太が継ぐこととなった。
しかし、五郎太も相続から約2か月後の10月18日、数え3歳で死去した。家督は叔父の徳川継友が継いだ。
官位は生前にはなく、11月3日、贈従三位・参議。法名は贈三品宰相眞巌院源譽法仙性蓬大居士。
墓所は名古屋市東区筒井の徳興山建中寺にあったが、第二次世界大戦の空襲で破壊されてしまい、現在は位牌が祀られるのみである。

## 尾張徳川家嫡男の幼名「五郎太」
「五郎太」は元来、 初代藩主徳川義直の幼名であり、代々の尾張徳川家嫡男に付けられる幼名であった。他には以下の人物が五郎太と名付けられていた。
- 第2代藩主・徳川光友（光義）
- 第3代藩主・徳川綱誠（綱義）
- 第4代藩主・徳川吉通。4歳になるまでに9人の兄たちが全員夭折したため、嫡男扱いとなった。
- 第9代藩主・徳川宗睦の養嗣子・徳川治行の長男（1781年 - 1794年）。
- 第20代当主・徳川義知。